# پریلیپاتس
پریلیپاتس (به صربی: Prilipac) یک منطقهٔ مسکونی در صربستان است که در Požega واقع شده‌است. پریلیپاتس ۳۴۱ نفر جمعیت دارد.